# Бетл Крик (Мичиген)
Бетл Крик (енгл. Battle Creek) град је у америчкој савезној држави Мичиген. По попису становништва из 2010. у њему је живело 52.347 становника.

## Демографија
Према попису становништва из 2010. у граду је живело 52.347 становника, што је -1.017 (-1.9%) становника више него 2000. године.
| Група             | 2000.          | 2010.          |
| Белци             | 38.761 (72,6%) | 35.911 (68,6%) |
| Афроамериканци    | 9.501 (17,8%)  | 9.502 (18,2%)  |
| Азијати           | 1.033 (1,9%)   | 1.271 (2,4%)   |
| Хиспаноамериканци | 2.475 (4,6%)   | 3.517 (6,7%)   |
| Укупно            | 53.364         | 52.347         |